# Papež Inocenc IX.
Papež Inocenc IX. (rojen kot Giovanni Antonio Facchinetti, tudi Giovan), italijanski rimskokatoliški duhovnik, škof in kardinal; * 22. julij 1519, Bologna (Papeška država, danes: Italija), † 30. december 1591 Rim (Papeška država, danes: Italija). 

Papež je bil leta 1591.

## Življenjepis

### Mladost in vzpon
Giovanni Antonio Facchinetti se je rodil v Bologni v družine iz Osolske doline (Val d'Ossola), iz rodbine Nocetti ali Della Noce. Oče Antonio je izhajal iz Cravegne (valle di Antigorio v: alta val d'Ossola), kakor tudi mati Francesca Cini, rodom iz obmejnega mesteca Crovea (župnija Baceno). V Bologni je opravljal Antonio delo težaka ali postreščka (facchino), značilno za priseljence iz alpskih dolin. Od tod prihaja tudi njegov nadimek Facchinetto, ki je postal kmalu priimek cele družine. V Bologno je Anton prišel 1514, pet let pred Janezovim rojstvom. Od drugorojene Antonije (Antonia), ki se je poročila z Antoniom Tittom (Antonio Titto) iz Trenta, izhajajo nečaki in pranečaki bodočega papeža, ki jih je pozneje posvojil in jim dal svoje ime. Vse od svoje nastanitve v Bologni je imel Anton dobre zveze s senatorsko družino Lambertini. Pozneje sta si družini prišli v svaštvo, ko sta se poročila Cecilija (Antonijina hčerka) in Camillo Lambertini. 
 
Kljub nizkemu družinskemu poreklu se je Janez lahko posvetil književnemu, modroslovnemu in zlasti pravnemu študiju in dosegel doktorat iz obojnega prava 11. marca 1544, po drugih samo iz cerkvenega. Pred tem je prejel duhovniško posvečenje, nato pa je odšel v Rim, kjer ga je v službo sprejel kardinal Ardingheli, tajnik Pavla III. ob odprtju Tridentinskega koncila in v odsotnosti nečaka Alessandra Farneseja. Ardinghelli je bil član kardinalske koncilske komisije, ki je na zboru zastopala papeške pravice; toda kardinal je nenadoma umrl 1547. Sedaj je Anton vstopil v službo kardinala Alessandra, ki ga je poslal v Avignon. Tam je bil Aleksander papeški legat in nadškof, Anton pa njegov namestnik in škofijski upravitelj skozi štiri leta. 

Zaradi oporekanja Avinjončanov, češ da imajo odgovornega upravitelja brez škofovske časti, se je Facchinetti vrnil v Rim in Florenco. 8. julija 1556 je poslal Svetemu sedežu poročilo o napetostih med Španijo in Papeško državo zaradi neapeljske meje. Končno je postal upravnik v Parmi in lajšal težave ljudstva za časa vojne 1558. 
26. januarja 1560 je postal škof Nicastra v Kalabriji, a 1562 je bil navzoč na Tridentinskem koncilu. Pij V. ga je poslal kot nuncija v Benetke 1566, kjer je podpiral zvezo Papeške države, Benetk in Španije, ki je pripeljala do zmage v Bitki pri Lepantu 1571. 1572 se je odpovedal škofiji in odšel v Rim. 1575 ga je Gregor XIII. imenoval za jeruzalemskega patriarha, a 12. decembra 1583 za kardinala-duhovnika pri Štirih kronanih mučencih – pogosto imenovan kar cardinale dei Santiquattro. Med papeževanjem bolehnega Gregorja XIV. je breme papeške uprave padlo na njegove rame. 

### Cerkvene službe
- 1547: kanonik v cerkvi Santi Gervasio e Protasio v Domodossola;
- 1552-1556: upravitelj vikar škofije v Avignonu;
- 1556-1558: upravnik pokrajine Parma;
- 1558: abreviator v papeški pisarni;
- 1559: poročevalec na sodišču v Apostolski signaturi;
- 26. januar 1560 – 23. september 1575: škof škofije Nicastro
- 1566 – 15. junij 1572: apostolski nuncij v Benetkah
- 1575: svetovaleci pri inkviziciji
- 1576-1587: nadarbinski opat pri cerkvi Sant'Andrea v Carmignano di Brenta
- od 12. (ali 14.) decembra 1576 – 29. oktobra 1591: jeruzalemski patriarh
- 12. december 1583: kardinal-duhovnik;
- 9. januar 1584: pridobi kardinalski naslov Santi Quattro Coronati;
- 1584: nadarbinski opat samostana Santi Elia e Filarete v Seminari (škofija Milet);
- 1584: nadarbinski opat pri cerkvi Santa Maria di Merola v Molociu (škof v Reggio Calabria);
- 19. november 1586: vrhovni inkvizitor pri Svetem oficiju;
- sodeluje v konklavu 1585 in nadaljnih.

## Papež
Po smrti Gregorja XIV. mu je španska stranka pomagala zasesti papeški prestol. 29. oktobra 1591 je bil v konklavu izvoljen za papeža; 3. novembra pa je sledilo ustoličenje in kronanje brez kakršnegakoli razkošja. S tiaro ga je ovenčal kardinal-diakon Andrej (1558-1600) v obredu, ki se je odvijal v zasebni obliki pod ložami vatikanske bazilike in ne po stopnicami sv. Petra. Prihranek 4.600 skudov je razdelil revežem, v primeri s predhodnikovimi 4.000. V nasprotju s predhodniki ni razdelil ničesar niti kardinalom niti sorodnikom; medtem ko je njegov prednik Gregor XIV. razdelil prvim 12.000, drugim pa 7.000 skudov. Inocenc ni pokazal nikakršne naglice v obdarovanju sorodnikov; omejil se je na imenovanje za točaja  Marka-Antonija Lambertinija, svojega nečaka po materini strani. Nečaka, ki mu je namenil škrlat, pa je pustil v Bologni, da bi končal svoj študij. 

4. novembra je sklical prvi konzistorij z zaprisego. Tega dne je Inocenc z bulo Quae ab hac Sancta Sede ponovno prepovedal odtujevanje in prodajo cerkvenega premoženja; obnovil je najemnino za papeška posestva. Odločil se je ustanoviti rezervni sklad v Angelskem gradu zlasti za vojaške stroške na Francoskem, da bi se izognil njemu tako neljubih posojil. Obnovil je starodavno prakso, ter je neposredno sporočil svojo izvolitev patriarhom, nadškofom, škofom in prelatom, kar je opravil prek veronskega kardinala Valierja. 

8. novembra je prevzel v posest Lateran, kamor je odjahal na beli muli; potem se je podal na nosilnici v svojo naslovno cerkev SS. Quattro Coronati, ker je ravno na ta dan padla žegnanjska slovesnost.  

V znamenje hvaležnosti za pomoč pri izvolitvi je med dvomesečnim pontifikatom zastopal zadevo Filipa II. in francoske zveze zoper Henrika.

## Dela
- »Documenta Catholica Omnia« (v latinščini). Pridobljeno 6. decembra 2011.

- Vatikansko državno tajništvo je razdelil na tri odseke: Francija in Poljska, Italija in Španija, Nemčija in Avstrija.
- Uspelo mu je urediti stavbarstvo in vzpostaviti mir in red v Rimu. [8]
- Prepovedal je odtujevanje cerkvenega premoženja. V konsistoriju 4. novembra 1591 je sporočil kardinalom svoj namen, da bo utemeljil dodaten fond za posebne izdatke.

### Bulein knjige
- 4. novembra 1591 je sklical prvi konzistorij z zaprisego. Tega dne je z bulo Quae ab hac Sancta sede prepovedal prodajo in prisvajanje cerkvenega premoženja.

Napisal je več teoloških, filozofskih in nravnostnih del, večinoma še neobjavljenih:
1. "Moralia quædam theologica",
2. "Adversus Machiavellem",
3. "De recta gubernandi ratione",
4. Adversus Machiavellem,
5. Komentarji o Aristotelovi »Politiki«.
6. Njegove bule so natisnjene v "Bullarium Romanum".[9] [10]

## Smrt in spomin
Umrl je 30. decembra 1591 star 72 let v Rimu (Papeška država, danes Italija). 

Pokopan je v Baziliki sv. Petra.

### Ocena
- Facchinettija je Pij IV. postavil za škofa v Nicastru, neki izgubljeni škofiji v južni Italiji, ki je bila zapuščena tudi od svojih pastirjev. V svoji škofiji, ki je prejšnji škofje niso niti obiskali, je deloval z opaznim dušnopastirskim čutom; obiskoval je vse župnije, spoznaval njihove duhovnike, zahteval spoštovanje pravil v ženskih samostanih ter uvajal nove redovne družine. [11]
- Kot papež je upošteval potrebe rimskega ljudstva, čigar predstavnike je redno sprejemal vsak ponedeljek. Med njih je velikodušno delil žito, določil najvišjo ceno nujnih živil ter se pogumno spoprijel z neznosno nadlogo roparjev in razbojnikov, ki so prežali ob cestah in napadali vasi. Ne preseneča torej, da je bil kot papež priljubljen. [12]
- Znižal je davke ter dal volilno pravico vsem polnoletnim državljanom (14 let), moškim in ženskam.
- Nadevek Papa Clinicus (Iznemogli papež) se ga je prijel, ker je zaradi svoje bolehnosti in onemoglosti bil prisiljen ostajati v postelji. [13]
- Inocenca IX. so zelo spoštovali zaradi njegove velike dobrodelnosti do drugih in strogega življenja do sebe – saj je jedel samo enkrat dnevno. Ni pa se mogel izogniti tako imenovanemu malemu nepotizmu. 18. decembra 1591 je kardinalski klobuk prejel iz njegovih rok Antonio Facchinetti. Imenovanje tega osemnajstletnega pranečaka pa se je dogodilo teden dni potem, ko mu je dovolil priti v Rim ter ga imenoval za protonotarja s službo v Signaturi. To imenovanje pa ni bilo osamljeno: v škrlat je ogrnil tudi Bolonjčana Sega, škofa v Piacenzi in nuncija v Parizu. Šele konec decembra je imenoval bolonjskega senatorja Cesara, papeževega nečaka in očeta kardinala Antonia, za cerkvenega generala. [14] [7]
- Inocenc IX. ni veliko delj sedel na papeškam prestolu od svojega predhodnika Gregorja XIV., ki je papeževal 10 mescev; od njegovega ustoličenja pa sta minila komaj dva meseca; z njegovo smrtjo so odplavali sijajni upi, ki jih je jamčila njegova neoporečnost, prosvetljenost in razgledanost. »Obeti njegovega vladanja so bili veličastni,« pravi P. Fabre (*1957), ko jih našteva z naklonjeno samovšečnostjo: »hotel je obnoviti jadranske mostove, prekopati jarke, spreobrniti nevernike, bojevati se s heretiki, zaščititi stiskano Cerkev na Japonskem. Žal so ta velika dela ostala le v načrtih; od vseh dobrih namenov je Inocenc IX. uspel znižati davke, ki so stiskali Papeško državo od papeževanja Siksta V. naprej.
- Zgodovinar  De Thou (1553-1617) je bil tudi navdušen nad tem papežem in je hvalil njegovo treznost, prijaznost in duhovitost.[15]

#### Pia civitas in bello
Malahijeva prerokba pravi o papežu Gregorju XIV., da zastopa Pobožno mesto v vojni; (latinsko Pia civitas in bello; angleško Pious citizens in war). 

Zagovorniki prerokb so nakazovali različne razlage, namigujoč ali na papežev rojstni kraj Bologno ali pa na naslov jeruzalemskega patriarha. Nasprotno mnenje pa pravi, da pobožno mesto ni samo Jeruzalem, ampak Rim in še mnoga druga krščanska mesta; Jeruzalem pa v tistem času pravzaprav ni bil krščansko mesto, a za časa njegovega patriarhovanja ni bil v vojni.

## Slikovna zbirka
- Inocenc IX. 
 olje na platno neznanega podobarja
iz 18. stoletja
- Bula papeža Inocenca IX. iz 1591 Napis: Papež Inocenc IX.
- Bula papeža Inocenca IX. medalja - obe strani
- Bula papeža Inocenca IX. napis: Innocentius papa VIIII
- Bula papeža Inocenca IX. Slika: Apostola sveti Peter in Pavel